# 土耳其太陽能發電
土耳其的氣候多以晴朗為主，當地的太陽能使用潛力極大，尤其是東南安那托利亞地區與地中海地區明顯。太陽能在該國的可再生能源比重持续上升，目前十千兆瓦（GW）光伏模組的發電量已經佔了全國總發電量的5%。此外太陽熱能在土耳其也非常重要。（p. 29）

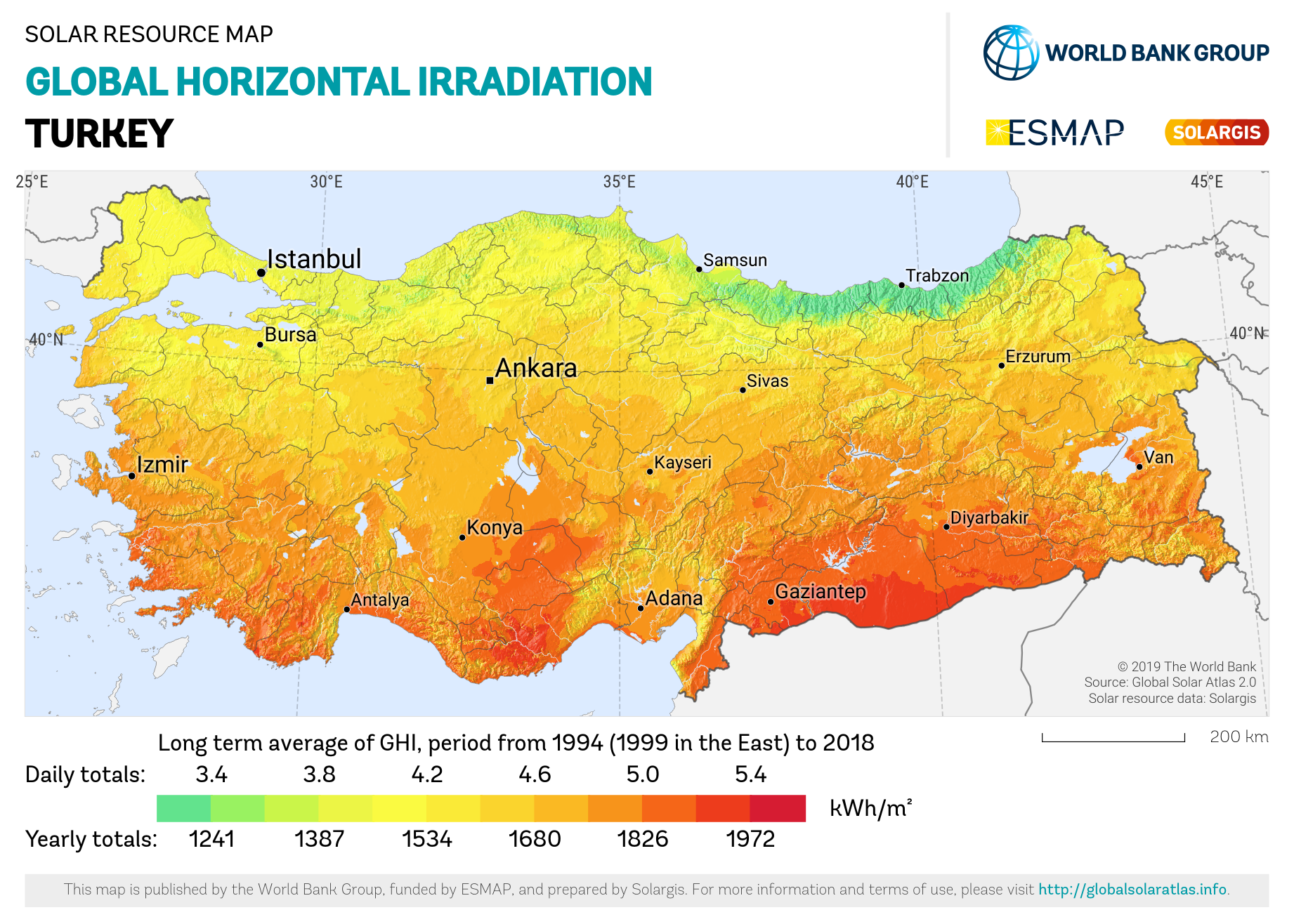
土耳其東南部的太陽輻照度是最大的，有人建議可以用高壓直流輸電通向伊斯坦堡。

雖然土耳其與西班牙的天氣幾乎是一樣的，但土耳其在2021年的太陽能發電設備卻遠少於西班牙。（p. 49）不過太陽能發電也補貼了煤炭與化石天然氣發電，（p. 9）因為每安裝一千GW太陽能發電設備就可節省一億多美元的天然氣進口成本，多餘的電力還可以出口國外。
大多數全新的太陽能發電都是作為混合發電廠的一部分進行招標。在現有運行中依賴進口的煤電廠在沒有獲得補貼的情況下，建設新的太陽能發電廠往往會更便宜於前者。然而，英國智庫Ember也列出了建設公用事業規模的太陽發電廠的幾個障礙，包括太陽能發電變壓器的新電網容量不足，任何單個太陽能發電廠的裝機容量上限為50MW，以及該國不允許大型消費者為新的太陽能裝置簽署長期購電協議。Ember表示，屋頂用太陽能發電的技術潛力為120GW，幾乎為2023年總產能的十倍，他們認為這已經足以提供該國2022年總需求的45%。

## 背景

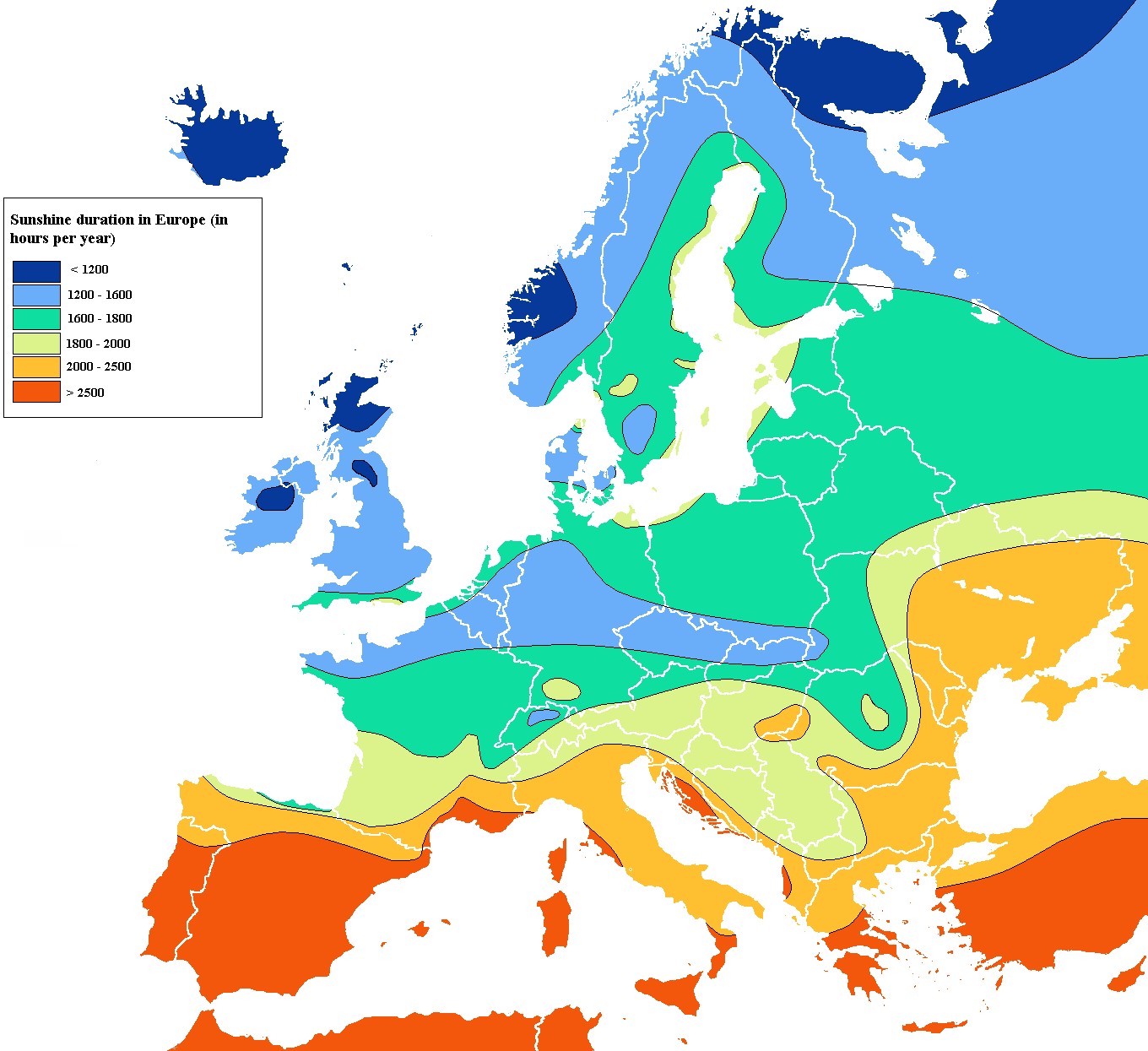
土耳其的陽光比德國還要充足，與西班牙相似

土耳其氣候多以晴朗為主，是太陽能發電的理想之地。其每年的日照時間約為2600小時（每天約七小時），幾乎是德國的兩倍，然而德國的太陽能發電能力卻是土耳其的五倍。土耳其的年均太陽輻照度超過一百萬太瓦·時，即約1500 kW·h/（m2·yr）或者超過4 kW·h/（m2·d），這意味著土耳其只需用太陽能電池板覆蓋不到5%的國土面積，就能提供其所需的全部能源。此外，太陽能也可能優於風力發電與水力發電等其他可再生能源，這是因為該國夏季風速與降雨量可能較低，而夏季正好也是空調需求的高峰期。
自1970年代以來，太陽能熱水器已在土耳其相當普遍，然而第一批的太陽能發電許可證事實上直到2014年才發放。國際能源署執行董事法提赫·比羅爾表示土耳其的太陽能利用率在2021年仍然不到3%。

## 政策與法規
目前土耳其計劃在2035年將太陽能發電能力增加到將近53GW。發電量超過五MW的系統如要向電網供電就必須獲得能源市場監管局的許可。
自2021年起，新設備的上網電價以土耳其里拉為單位（但最高約為每kWh0.05美元），並由土耳其總統確立，但十年之限仍被批評太短。2022年出現了許多太陽能-風能混合許可證被申請。截止至2022年，共有九個可再生能源合作社；有人建議如果農民在建立農業合作社時可以獲得更多貸款與技術支持，合作社或將有利可圖。
據智庫Ember表示，建設新的風力發電和太陽能發電廠比運行現有需依賴進口煤碳的煤電廠還要便宜，但是他們也表示了建設公用事業規模的太陽發電廠存在障礙，包括變壓器上並未給太陽能發電分配新容量， 任何單個太陽能發電廠的裝機容量上限為50MW，以及大型客戶無法為新式無證太陽能裝置簽署長期購電協議。對此Ember建議道，土耳其應強制要求新建築都要有屋頂太陽能板。這樣一來，一些未經許可的小型裝置所有者就可以用和購買相同的價格向電網出售電力。

## 經濟學

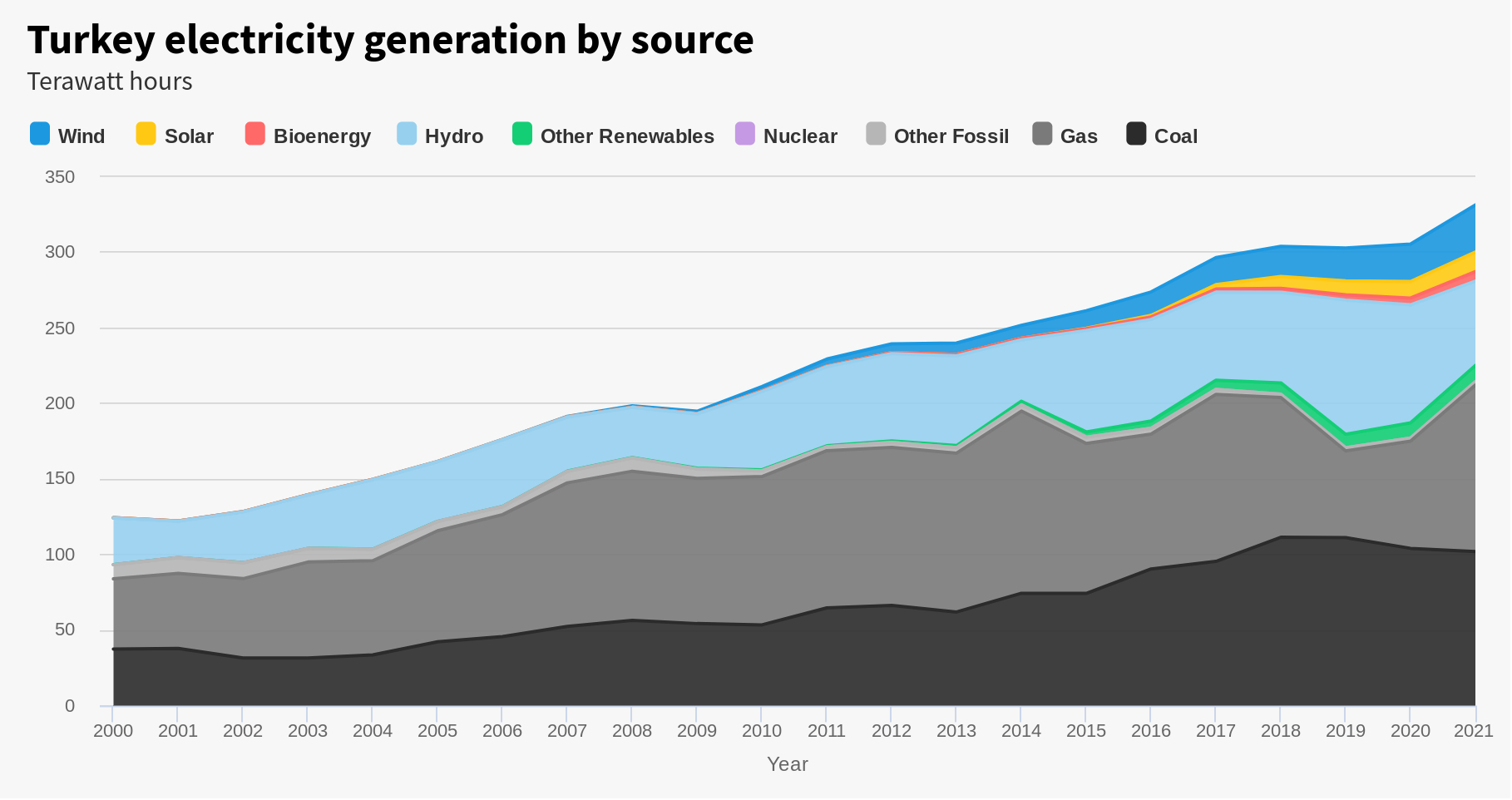
太陽能（以黃色顯示）發電量佔比雖小，但是正逐年增加

與許多國家應對間歇性可再生能源之做法一樣，土耳其政府時不時邀請企業進行秘密競投，藉以建設具有一定容量的太陽能發電站，並將其連接到某些變電站。在政府決定好最低價格後，就會承諾在固定年限內以該價格購買每千瓦·時電力，或者購買一定總量的電力──這些措施讓投資者在面對波動激烈的批發電價時能夠提供確定性。不過如果他們以外幣來進行借款的話，仍然可能會面臨匯率波動的風險，比如，鑒於土耳其沒有足夠的太陽能電池產能，該電池可能需另外從中國進口，是以他們必須使用外幣來支付。在2022至23年間，中國共有三分之一的太陽能電池被出口至土耳其。
2021年，這些「太陽能拍賣」之價格與平均批發電價相近或者更低，企業自用的大型太陽能發電裝置也具有一定競爭力；儘管如此廣泛的經濟挑戰與匯率波動仍帶來一些不穩定性。（p. 63）由於其安裝的成本低，根據土耳其太陽能行業協會稱，該行業為十萬人提供了新的就業機會。第四輪太陽能拍賣計劃總計為1000 MW，每批為50 MW和100 MW，其中2022年4月就拍賣了三匹100 MW，價格約為每MWh 400土耳其里拉，按照當時匯率來看相當於約25歐元。由於該次招標包含60%的外匯權重條款，這在一定程度上防止了貨幣波動，同時也允許在公開市場上銷售。
據碳追蹤器的模型顯示，2023年新建的太陽能發電廠將比現有的所有煤電廠都還便宜。根據智庫Ember在2022年5月的一份報告，風能與太陽能在過去的12個月中節省了70億美元的天然氣進口費用。每安裝一GW太陽能發電設備，就可節省一億多美元的天然氣進口成本。根據舒拉公司在2022年的一項研究顯示，到了20230年，幾乎所有煤電都將被可再生能源（主要為太陽能）取代。太陽發電的出口最終會和與乾淨電力所生產的氫氣一同增加。聚光太陽能發電的運行與維護成本約為2 UScent/kWh。（p. 132）在降低電價的同時，超過一定水平的太陽能發電量往往可以穩定電價。

## 供暖與熱水
自2019年以來，真空管集熱器之銷量已然超越平板集熱器。（p. 139）與平板相比，真空管的家用效率更高。土耳其的太陽能熱水器集熱器容量位居世界第二，僅次於中國，（p. 41）其約2600萬平方公尺的集熱器每年可以產生115萬噸油當量之熱能。使用者大約三分之二是家用，三分之一是工業用。目前已安裝的生活熱水系統通常為對流式，無水汞，配有兩個平板集熱器，每個面積將近二平方公尺。別墅與酒店現也開始安裝太陽能組合供暖系統（以燃氣為輔助之空間和水供暖系統）。
該行業在供應熱水方面非常發達，其擁有高質量的製造與出口能力，但在空間供暖方面卻是不盡人意，而且其還受到煤炭供暖補貼的阻礙。（p. 36）2018年的一項研究發現，太陽能熱水器平均節能13%，並能提高房產價值。
2021年，國際能源機構建議土耳其政府支持太陽能熱水器，因為「技術與基礎設施質量需要大幅提高，才能最大限度的發揮其潛力」。
在土耳其，太陽能加熱也可用於農業上，比如用太陽能空氣加熱器烘乾農作物。

## 太阳能光伏

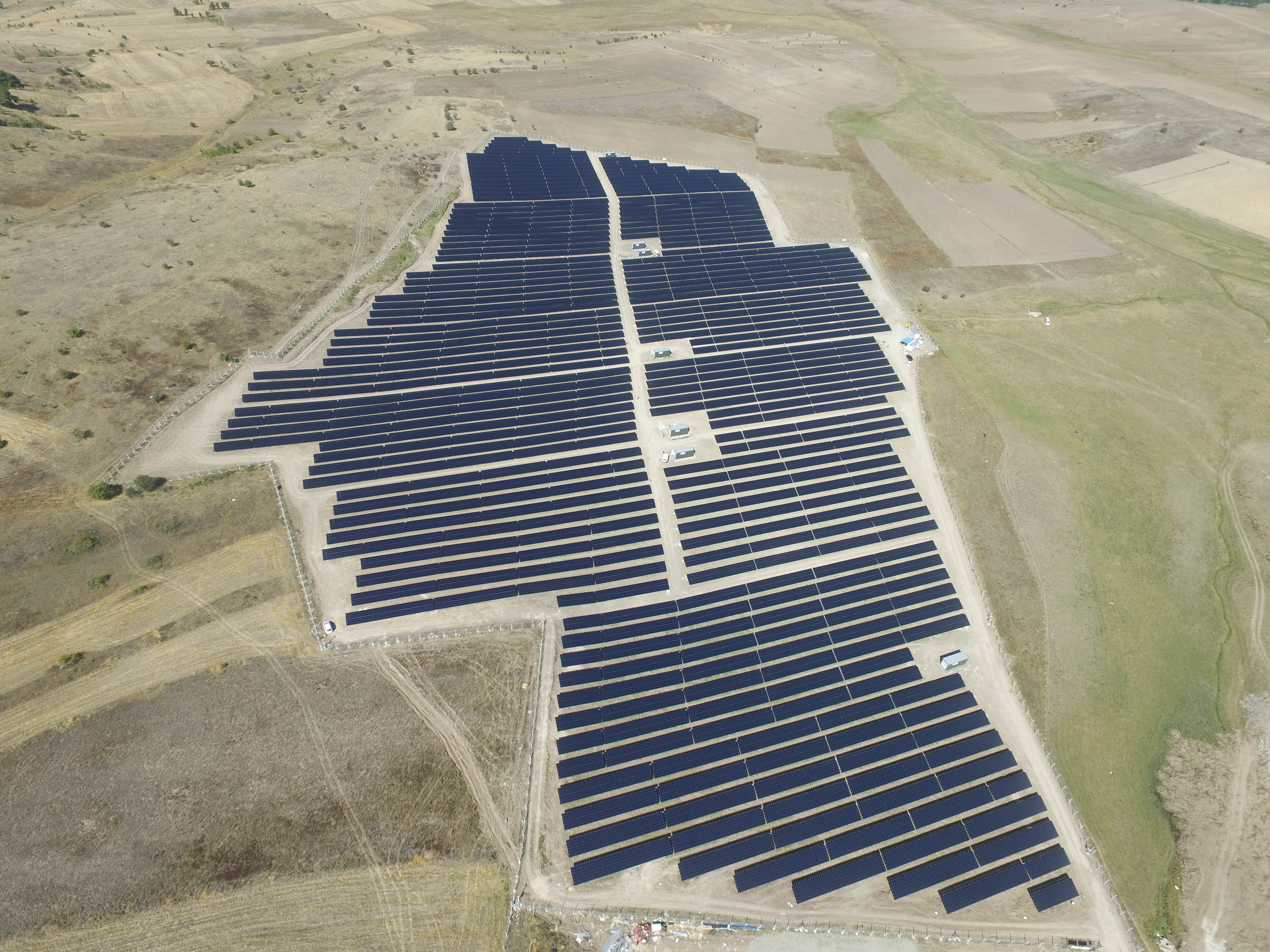
卡拉比克太陽能發電廠與卡拉比克大學的研究員關係密切

2010年代，太陽能光伏產業的發展得到了土耳其政府的支持。其月平均效率為12-17%，詳細則取決於傾斜度與氣候類型；具體產量則隨著海拔的升高而降低。2020年，土耳其開始生產太陽能電池，2022年，能源與自然資源部部長法提赫·鄧梅茲聲稱，土耳其每年生處裝的光伏模組足以生產8 GW的電力。工業界有時會在需要大量電力的工藝（比如電解）中使用自己的太陽能，然而與歐盟不同的是，截止至2020年，過時的太陽能電板不會被歸為電子垃圾，也沒有規定的回收標準。有人建議可以在公共充電站安裝太陽能光伏发电系统。根據估計，土耳其太阳能光伏发电的溫室氣體排放量為：太陽能公用事業規模約30克 Co2eq/千瓦·时，屋頂發現則為30克。

### 太陽能發電廠
土耳其最大的太陽能發電廠位於卡拉皮納爾太陽能發電廠，其在2020年開始發電，並計劃在2022年底將發電量超過一GW。如果運作期間的太陽能發電站有一年不清潔，其效率就會降低5%以上。環保組織稱，土耳其有一半的褐煤露天礦場可以改建成13 GW的太陽能發電廠（其中有些配有電池儲能電置），年發電量可達19 TWh，因為鄰近的22個褐煤發電站中的十GW發電站的大部分奠立基礎設施已經到位。鋁生產商就很青睞於太陽能，因為他們在電解過程須用到大量電力。

### 屋頂用太陽能板
截止至2022年，屋頂太陽能發電量約為一GW，許多企業也正在大量安裝，土耳其政府的目標是在2030年達到二至四GW。不過，如若太陽能電池板的總發電量已經超過當地配電變壓器容量的50%，該地區將不再批准建造更多的太陽能電池板。

#### 住宅用
每戶的使用限額為10 GW。然而其投資的回收期很長，因為從電網向住戶供電需要大量的補貼支持。截止至2019年，業主與企業使用净计量屋頂太陽能的投資回收期估計為11年，是以有人建議取消增值稅與固定的政府審批費用，並將安裝借款與房產抵押掛勾，藉以縮短安裝時間。

#### 非住宅用
一般來說，非住宅用電網之電價比住宅用電網之電價高，因此其投資回收期相對短很多。從2023年起，面積超過5000萬平方米的新建築必須至少要有5%的能源來自可再生能源。2021年在安卡拉的一項研究發現，公共建築與商業建築的潛力遠遠大於住宅建築。該研究還建議透過在新建築中採用合適的屋頂設計來提高技術潛力。在地中海地區，太陽能光伏發電若與熱汞一起使用，可能會使建築能夠實現零能耗。鋁生產商托斯亞里控股公司聲稱將於2022年在其建築物屋頂安裝世界上最大的屋頂太陽能發電系統。

### 農業
農民安裝太陽能電池板能獲得資金支持，比如可以為灌溉水汞供電，並可出售部分電力。有人建議農業光電技術可以適用於小麥、玉米及一些喜蔭性植物。有人建議將太陽能與沼氣一同使用（比如乳牛場）。有人則建議可以收集雨水。

## 光伏發電的替代選擇

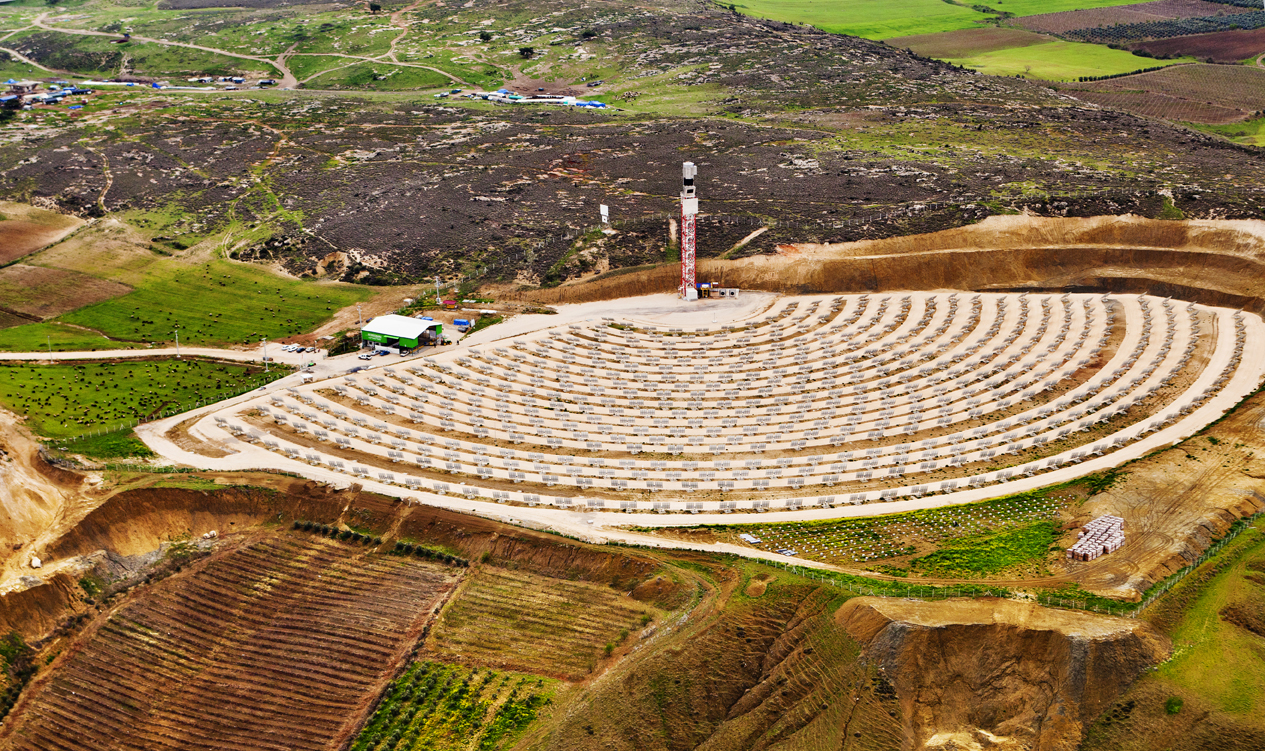
梅爾辛的Greenway CSP 梅爾辛太陽能塔是目前土耳其唯一的太陽能發電塔

能源與自然資源部的穆罕默德·布魯特在2021年建議，可以在東南部將聚光太陽能熱發電（CSP）與光伏發電在同一地點共同使用。CSP系統是利用透鏡或反射鏡將太陽光反射到中央接收器上，將光轉化為熱量，再將熱量至轉化為電能，從而產生電力。土耳其的第一座太陽能發電塔乃位於梅爾辛的Greenway CSP 梅爾辛太陽能塔式發電廠，其装机功率為五GW。此外另有建議說可在安塔利亞省建立一座太陽能上升氣流塔。

## 延伸閱讀
- . www.iea-shc.org.   [2022-05-17]. （原始内容存档于2023-04-03）.

## 外部連結
- 土耳其太陽能行業協會 （页面存档备份，存于）
- 國際太陽能協會（英语：International Solar Energy Society）土耳其分會 （页面存档备份，存于）
- 土耳其暖通空調與衛生工程師協會（TTMD） （页面存档备份，存于）